# Donges
Donges ist eine französische Gemeinde mit 8117 Einwohnern (Stand 1. Januar 2022) im Département Loire-Atlantique in der Region Pays de la Loire.

## Geographie
Die Gemeinde liegt am Ufer der Loire, nahe dem Atlantik. Hier befindet sich eine Erdölraffinerie. Auf der anderen Seite der Stadt erstreckt sich der Regionale Naturpark Brière (französisch Parc naturel régional de Brière).
Der Ort hat einen Bahnhof an der Bahnstrecke Tours–Saint-Nazaire, eine Neutrassierung im Ortsgebiet ist geplant.

## Bevölkerungsentwicklung
| Jahr                       | 1962 | 1968 | 1975 | 1982 | 1990 | 1999 | 2006 | 2017 |
| Einwohner                  | 6263 | 6458 | 6280 | 6726 | 6377 | 6156 | 6338 | 7961 |
| Quellen: Cassini und INSEE |      |      |      |      |      |      |      |      |

## Gemeindepartnerschaft
- Cunewalde, Sachsen, seit dem 26. September 1993

## Sehenswürdigkeiten

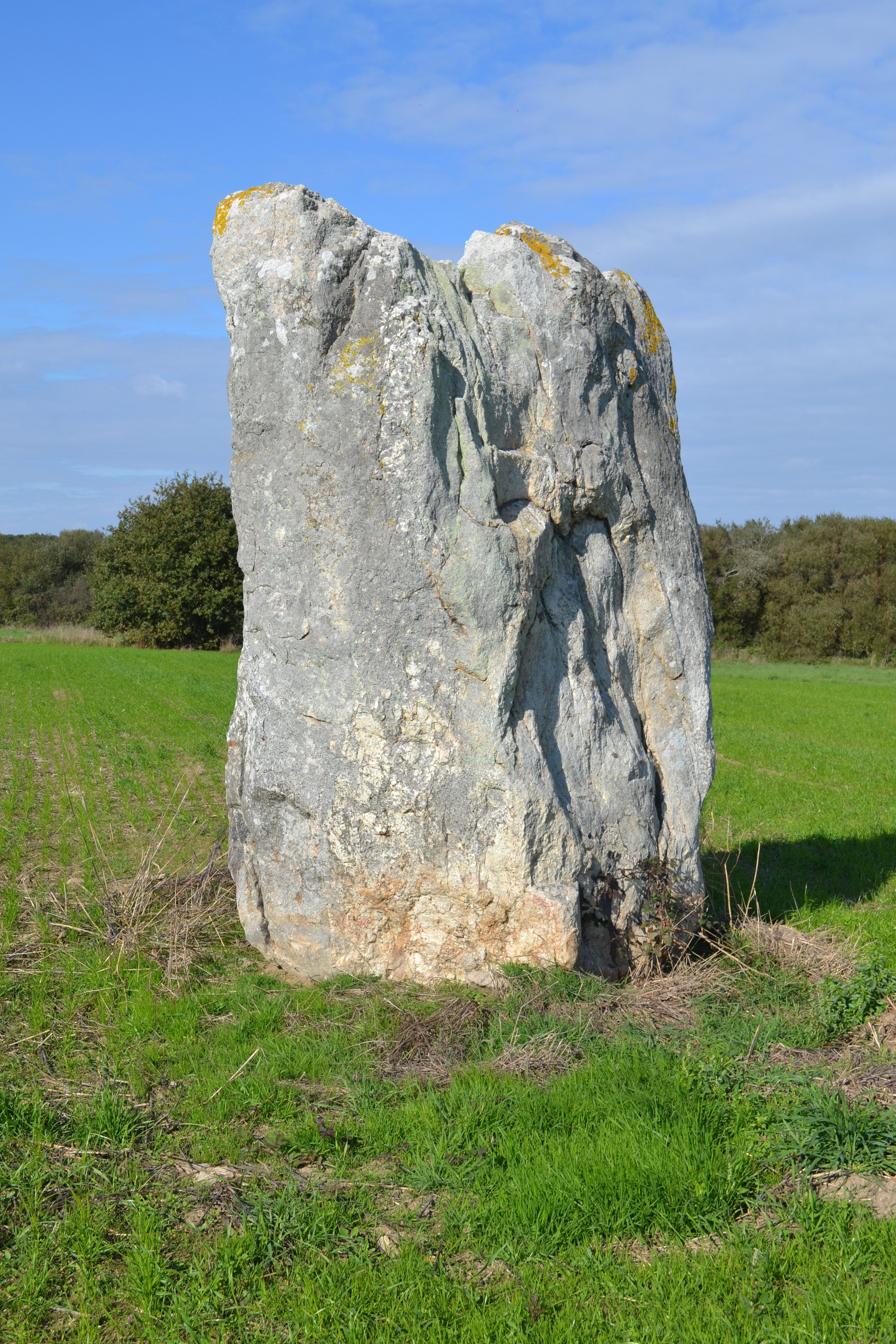
Menhir de Condé

- Menhir de Condé

## Persönlichkeiten
- Évariste Boulay-Paty (1804–1864), romantischer Dichter